# Олена Костевич
Олена Дмитривна Костевич (укр. Оле́на Дми́трівна Косте́вич; Хабаровск, 14. април 1985), је украјинска спортисткиња која се такмичи у стрељаштву. Са седамнаест година освојила је златну медаљу на Светском првенству 2002. ваздушним пиштољем. Наредне године освојила је кристални глобус у Светском купу у истој дисциплини, а на свом дебитантском наступу на Олимпијским играма, у Атини 2004. дошла је до злата. Такмичила се на Олимпијским играма у Пекингу где је остварила слабије резултате. Кристални глобус у Светском купу освојила је 2011. и 2012. ваздушним пиштољем, а до нових успегха на Олимпијским играма дошла је у Лондону 2012. Бронзане медаље освојила је ваздушним и малокалибарским пиштољем. Другу медаљу на Светском првенству, овога пута сребро освојила је у Гранади 2014. Такмичила се и на Олимпијским играма у Рију, али није успела да се пласира у финале.